# Winterberg (Sprockhövel)
Der Winterberg ist ein 315 m ü. NHN hoher Berg im Westen der Stadt Sprockhövel, Ortsteil Obersprockhövel, im Ennepe-Ruhr-Kreis, Nordrhein-Westfalen. Er ist die höchste Erhebung Sprockhövels.

## Lage und Beschreibung
Der weitgehend bewaldete Berg liegt auf der Wasserscheide zwischen den Flusssystemen des Felderbachs und des Paasbachs. Während das Gelände nach Norden, Westen und Süden tief zu den Tälern abfällt, läuft der Berg nach Osten zur Wasserscheide hin flach aus. Dort verläuft in Nord-Süd-Richtung die Kreisstraße K33, Wodantal genannt. In der Nähe des Gipfels steht eine 2007 in Betrieb genommene Windkraftanlage vom Typ Enercon E70 mit einer Nabenhöhe von 99 Metern und auf einem Nebengipfel befindet sich ein 63 Meter hoher Funkturm, der ursprünglich von der Bundeswehr genutzt wurde. Beide Anlagen sind weithin sichtbar.
An seinem Fuß liegt die Hofschaft Im Kreßsiepen, einer der ältesten Höfe Sprockhövels. Die größte Ansiedlung an der Erhebung ist Am Nockenberg.